# FutureSex/LoveSounds
FutureSex/LoveSounds är den amerikanske artisten Justin Timberlakes andra fullängdsalbum och släpptes 12 september 2006.

## Låtlista

### USA-utgåva
- Releasedatum: 12 september 2006

| Nr  | Låttitel                                                      | Musik/text                                                   | Längd |
| --- | ------------------------------------------------------------- | ------------------------------------------------------------ | ----- |
| 1.  | "FutureSex/LoveSound"                                         | (Hill, Timberlake, Mosley)                                   | 4:01  |
| 2.  | "SexyBack" (Feat. Timbaland)                                  | (Hill, Timberlake, Mosley)                                   | 4:02  |
| 3.  | "Sexy Ladies/Let Me Talk to You (Prelude)"                    | (Hill, Timberlake, Mosley)                                   | 5:32  |
| 4.  | "My Love" (Feat. T.I. & Timbaland)                            | (C.J. Harris, Hill, Timberlake, Mosley)                      | 4:36  |
| 5.  | "LoveStoned/I Think She Knows (Interlude)"                    | (Hill, Timberlake, Mosley)                                   | 7:24  |
| 6.  | "What Goes Around.../...Comes Around (Interlude)"             | (Hill, Timberlake, Mosley)                                   | 7:28  |
| 7.  | "Chop Me Up" (Feat. Timbaland & Three 6 Mafia)                | (Paul Beauregard, Hills, Jordan Houston, Timberlake, Mosley) | 5:04  |
| 8.  | "Damn Girl" (Feat. Will.i.am)                                 | (William Adams, Davis, Timberlake)                           | 5:12  |
| 9.  | "Summer Love/Set The Mood (Prelude)" (Feat. Timbaland)        | (Hill, Timberlake, Mosley)                                   | 6:24  |
| 10. | "Until the End of Time" (Feat. The Benjamin Wright Orchestra) | (Hill, Timberlake, Mosley)                                   | 5:22  |
| 11. | "Losing My Way"                                               | (Hill, Timberlake, Mosley)                                   | 5:22  |
| 12. | "(Another Song) All Over Again"                               | (Hill Morris, Timberlake)                                    | 4:44  |

Låtar exklusivt för Itunes-utgåvan
| Nr  | Låttitel                                                         | Längd |
| --- | ---------------------------------------------------------------- | ----- |
| 13. | "Boutique in Heaven, iTunes [Pre-order Exclusive]"               |       |
| 14. | "Pose, iTunes [Feat. Snoop Dogg]"                                |       |
| 15. | Video — Interview/Behind The Scenes "Making Of SexyBack" (Bonus) |       |
| 16. | "Interactive Booklet-FutureSex/LoveSounds"                       |       |

### Brittisk utgåva
- Releasedatum: 11 september 2006

| Nr  | Låttitel                                                                             | Text/musik                                                   | Längd |
| --- | ------------------------------------------------------------------------------------ | ------------------------------------------------------------ | ----- |
| 1.  | "FutureSex/LoveSound"                                                                | (Hill, Timberlake, Mosley)                                   | 4:01  |
| 2.  | "SexyBack" (Feat. Timbaland)                                                         | (Hill, Timberlake, Mosley)                                   | 4:02  |
| 3.  | "Sexy Ladies"                                                                        | (Hill, Timberlake, Mosley)                                   | 3:58  |
| 4.  | "Let Me Talk to You (Prelude)/My Love" (Feat. T.I. & Timbaland)                      | (C.J. Harris, Hill, Timberlake, Mosley)                      | 6:10  |
| 5.  | "LoveStoned/I Think She Knows (Interlude)"                                           | (Hill, Timberlake, Mosley)                                   | 7:24  |
| 6.  | "What Goes Around.../...Comes Around (Interlude)"                                    | (Hill, Timberlake, Mosley)                                   | 7:28  |
| 7.  | "Chop Me Up" (Feat. Timbaland & Three 6 Mafia)                                       | (Paul Beauregard, Hills, Jordan Houston, Timberlake, Mosley) | 5:04  |
| 8.  | "Damn Girl" (Feat. Will.i.am)                                                        | (William Adams, Davis, Timberlake)                           | 5:12  |
| 9.  | "Summer Love" (Feat. Timbaland)                                                      | (Hill, Timberlake, Mosley)                                   | 4:12  |
| 10. | "Set The Mood (Prelude)/Until the End of Time" (Feat. The Benjamin Wright Orchestra) | (Hill, Timberlake, Mosley)                                   | 7:33  |
| 11. | "Losing My Way"                                                                      | (Hill, Timberlake, Mosley)                                   | 5:22  |
| 12. | "(Another Song) All Over Again"                                                      | (Hill Morris, Timberlake)                                    | 5:45  |

Låtar exklusivt för Itunes-utgåvan
| Nr  | Låttitel                                                         | Längd |
| --- | ---------------------------------------------------------------- | ----- |
| 13. | "Boutique in Heaven, iTunes [Pre-order Exclusive]"               | 4:08  |
| 14. | "Pose, iTunes [Feat. Snoop Dogg]"                                | 4:46  |
| 15. | Video — Interview/Behind The Scenes "Making Of SexyBack" (Bonus) | 14:50 |
| 16. | "Interactive Booklet-FutureSex/LoveSounds"                       |       |